# René Pichon
 (septembre 2020).
Pour les articles homonymes, voir Pichon.
René Pichon (Le Mans, 28 décembre 1869 - Paris, 17 février 1923) est un latiniste français, auteur de travaux concernant la littérature latine, dont une Histoire de la littérature latine (1897).
Il est le père de l'homme de lettres Charles Pichon.

## Vie professionnelle
Ancien élève de l'École normale supérieure, normalien en 1888,  il a eu comme maîtres Gaston Boissier et Ferdinand Brunetière. Premier à l’agrégation des lettres en 1891, Il enseigne le Latin et le thème grec dans les khâgnes des lycées, notamment pendant près de vingt ans à celle du lycée Henri-IV.
Longtemps membre du jury de l’agrégation. 
Il soutient une thèse de doctorat sur Lactance en 1902 : Étude sur le mouvement philosophique et religieux sous le règne de Constantin, 1901.
Ses travaux scientifiques auraient pu le mener vers une chaire d’enseignement supérieur et sa carrière en Khâgne procède, semble-t-il, d’un choix délibéré :
- Professeur de rhétorique au lycée Michel-Montaigne de Bordeaux.
- Professeur de rhétorique au lycée Hoche de Versailles.
- Professeur de première supérieure au lycée Henri-IV, Paris (il enseigna  le latin et le grec à la Khâgne d'Henri IV alors que Émile Chartier dit « Alain » y enseignait la philosophie).
- Maître de conférences à l'École normale supérieure de Sèvres.

Il dirige pour l'éditeur Hatier une collection d'auteurs latins d'après la méthode historique, des œuvres choisies que leurs mérites ont bientôt rendus classiques, en particulier, le Cicéron de R. Beauchot, qui inaugure la collection, suivi du César de Gonchont et du Virgile de R. Pichon lui-même.
On peut dans les Comptes rendus des séances de l'Académie des inscriptions et belles-lettres, année 1914; volume 58, numéro 5, p. 521, relever son souci de corriger les erreurs historiques commises par ses prédécesseurs dans leurs commentaires sur Virgile.

## Histoire de la littérature latine

### Caractère général
René Pichon a publié son Histoire de la littérature latine en 1897, c'est-à-dire à vingt huit ans, un âge remarquablement jeune pour un tel livre. Pour l'écrire, il a lu toute la littérature latine, auteurs chrétiens inclus. Il s'est inspiré de l'Histoire de la littérature française de Gustave Lanson, où il croyait apercevoir l'idéal de la critique littéraire : « l'alliance de l'érudition et de réflexions générales ». Cette approche a résulté en un livre d'une lecture agréable, qui offre une abondance d'informations, et où les remarques générales sont appuyées par des citations latines (suivies d'une traduction approximative). 
Un de ses points de départ est l'idée que « les œuvres littéraires valent en proportion des idées solides et sincères qu'elles contiennent (...), de leur portée morale ou philosophique. (...) C'est faute de philosophie que la littérature s'alanguit sous l'Empire, et c'est grâce à la philosophie, soit stoïcienne, soit chrétienne, qu'elle se relève partiellement ». Cette 
attitude explique probablement son peu de goût pour Martial et Pétrone.
Ses caractéristiques d'auteurs individuels sont en général excellents. Il note ce qui distingue un auteur d'avec ses devanciers, ou ce qui lui est particulier dans l'histoire de la littérature latine. Avec beaucoup d'empathie il approche chaque auteur, essaie d'entrer dans sa personnalité, sans, néanmoins, ménager ses critiques. Exemples : 
- Son observation à propos de Salluste : « Il n'a pas réussi à égaler Thucydide sous le double rapport de l'impartialité et de la profondeur. L'impartialité de Salluste consiste surtout à frapper également sur les deux parties, et vient de ce que l'auteur est également mécontent des nobles et du peuple. Ce n'est pas l'impartialité de la science, qui comprend tout, mais celle de la mauvaise humeur, qui critique tout ».
- En parlant de Quintilien : c'est « un esprit timide, et comme tous les modérés, il voit ce qu'il y aurait à faire, sans oser le dire trop haut ».
- Ou à propos de Perse : « C'est comme un jeune prédicant puritain qui entreprend de dire leur fait aux choses et aux hommes de son temps. Il frappe toujours, comme un sourd, et sur tout le monde ».

On pourrait objecter que de tels jugements portant sur l'auteur comme individu sont une gageure, puisqu'on parle d'auteurs morts depuis longtemps, et que souvent une grande partie de leur œuvre est perdue. Mais ils peuvent jeter une lumière particulière sur les auteurs, dont il est utile de prendre connaissance, surtout pour des auteurs qu'on n'apprécie pas tellement soi-même.
Pichon offre aussi des remarques sur le style des auteurs, comme à propos de César : « À part la pureté du vocabulaire et la netteté de la syntaxe, il n'y a absolument rien à remarquer dans son style, dont le grand mérite est de ne pas exister, d'avoir une transparence absolue ». On pourrait y voir un exemple de ce que Roland Barthes appellera le 'degré zéro de l'écriture'.
À plusieurs endroits, pour éclaircir tel caractère de certains auteurs latins, Pichon croit bon d'établir un parallèle avec un auteur français, supposé connu. (Il s'adresse aux professeurs et aux étudiants). Étant admis qu'un tel procédé puisse servir à illuminer certains aspects, on peut néanmoins se demander si Pichon n'est pas allé trop loin, et si toutes ses comparaisons sont valides. Témoin également ses idées préconçues sur le cours qu'a dû suivre la littérature latine, et qui est supposé plus ou moins comparable à celui de la littérature française, avec par exemple une période classique, où Virgile tiendrait la place de Racine. 

### Structure
- Livre I. L'époque républicaine (Des débuts jusqu'à Caton).
- Livre II. L'époque classique (De Lucrèce et César jusqu'à Properce et Ovide).

Sa conception de ce qu'il appelle 'classique' : « Les écrivains du siècle d'Auguste sont appelés classiques, simplement parce qu'ils sont plus conformes à un certain idéal d'équilibre ou d'harmonie. Ces dons ne leur appartiennent pas en propre; ils les possèdent puisqu'ils vivent en un temps donné, à un moment favorable. Ils sont classiques sans le vouloir ni le savoir ».
- Livre III. L'époque impériale (couvre la période de Sénèque le Père jusqu'à Tacite et Suétone).

Sa bête noire ici c'est les lectures publiques, dont l'influence désastreuse est cause que la littérature de l'empire ne produit que des fleurs compliquées et maladives. Comme dans ces lectures à haute voix on ne peut saisir le plan d'un ouvrage, l'écrivain fait bon marché de ce mérite, pour ne soigner que les détails. En plus, chaque méditation abstraite paraîtrait ennuyeuse au public mondain de ces lectures publiques.
- Livre IV. L'époque chrétienne (Tous les auteurs de l'époque de Marc Aurèle et après, non seulement les auteurs chrétiens).

### Comparaisons
Une comparaison avec d'autres Histoire de la Littérature latine peut mieux mettre en lumière ce qui est spécifique dans le livre de Pichon. 
Celle de Karl Büchner (Römische Literaturgeschichte, 1957) a visiblement pour but de prouver que la littérature latine n'est pas qu'un simple calque de la littérature grecque. À cet effet il prête beaucoup d'attention aux manifestations culturelles de la Rome d'avant 240, fêtes de mariage et usages concernant les morts, pour y montrer des traits 'romains' qui réapparaîtront plus tard dans la littérature postérieure.
En général, il semble s'intéresser plus à la littérature de la république qu'à celle de l'empire, là où Pichon est plus équitable. Büchner parle beaucoup des premiers écrivains (dont il ne nous reste que des fragments), voulant établir leur importance dans le développement de la littérature romaine. 
Le livre de Büchner se veut plus 'scientifique', décrivant un objet d'étude historique. De là vient qu'il traite aussi d'auteurs romains écrivant en grec (Fabius Pictor, Polybe), et qu'il parle longuement du Cercle des Scipions, parce qu'il veut positionner la littérature latine comme un objet dans son contexte social.
Pichon, ayant en vue un public lettré aimant la bonne littérature, consacre en général plus de pages que Büchner aux auteurs connus, illustrant ses idées à l'aide de citations nombreuses. De de ce point de vue il est souvent plus informatif. En revanche il parle peu et négligemment de l'historien Nepos, dont l'œuvre (ou ce qui nous en reste) ne vaut guère la peine d'être lu. Büchner lui accorde une place plus importante, disant qu'il était apprécié par ses collègues, que c'était donc une figure importante, déjà du simple fait qu'il a été l'initiateur du genre biographique. 
Le style de Pichon est plus agréable.

### Éditions
- 1re édition : 1897
- 2e édition : 1898
- 3e édition : 1903
- 4e édition : 1908
- 5e édition : 1912
- 6e édition : 1916
- 7e édition : 1919
- 8e édition : 1921
- 9e édition : 1924
- 10e édition : 1926
- 11e édition : 1928
- 12e édition : 1930

Après il y a eu plusieurs réimpressions. 
Le texte est resté le même à travers toutes ces éditions; seules les notes en bas de page ont changé, contenant des ajouts (notamment les nouvelles éditions des auteurs traités, ou de nouvelles études apparues).

## Œuvres en ligne
- Histoire de la littérature latine sur le site de la BNF
- Les sources de Lucain sur Archive.org
- Les derniers écrivains profanes sur Archive.org